# Condado de Lancaster (Pensilvania)
El condado de Lancaster (en inglés: Lancaster County), fundado en 1729, es uno de los 67 condados en el estado estadounidense de Pensilvania. En el año 2010 tenía una población de 519 445 habitantes. La sede de condado es Lancaster.

## Geografía
Según la Oficina del Censo, el condado tiene un área total de 2549 km² (984,2 mi²), de la cual 2458 km² (949 mi²) es tierra y 91 km² (35,1 mi²) (3.53%) es agua.

### Condados adyacentes
- Condado de Lebanon (norte)
- Condado de Berks (noreste)
- Condado de Cecil (sur)
- Condado de Harford (suroeste)
- Condado de Chester (este)
- Condado de Dauphin (noroeste)
- Condado de York (oeste)

## Demografía
Según el censo de 2000, había 470,658 personas, 172,560 hogares y 124,070 familias residiendo en la localidad. La densidad de población era de 191 hab./km². Había 179,990 viviendas con una densidad media de 73 viviendas/km². El 91.46% de los habitantes eran blancos, el 2.76% afroamericanos, el 0.14% amerindios, el 1.45% asiáticos, el 0.03% isleños del Pacífico, el 2.90% de otras razas y el 1.25% pertenecía a dos o más razas. El 4.68% de la población eran hispanos o latinos de cualquier raza.
| Raza                     | Núm.    | Perc.  |
| ------------------------ | ------- | ------ |
| Blancos (NH)             | 440,613 | 79.68% |
| Negros (NH)              | 19,536  | 3.53%  |
| Nativos (NH)             | 522     | 0.01%  |
| Asiático (NH)            | 13,939  | 2.52%  |
| Isleño del Pacífico (NH) | 110     | 0.02%  |
| Otro o multiracial (NH)  | 17,093  | 3.1%   |
| Latino                   | 61,171  | 11.1%  |

## Localidades

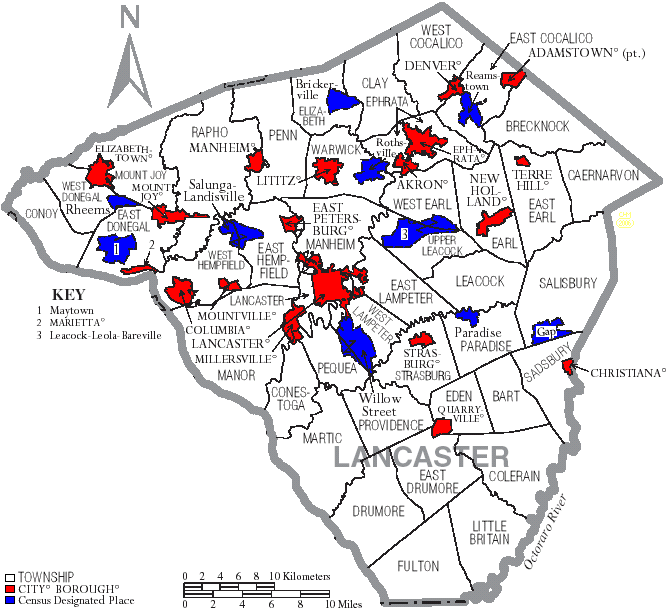
Localidades del condado de Lancaster.

### Ciudades
Lancaster 

### Boroughs
Adamstown‡ |
Akron |
Christiana |
Columbia |
Denver |
East Petersburg |
Elizabethtown |
Ephrata |
Lititz |
Manheim |
Marietta |
Millersville |
Mount Joy |
Mountville |
New Holland |
Quarryville |
Strasburg |
Terre Hill 

### Municipios
Bart |
Brecknock |
Caernarvon |
Clay |
Colerain |
Conestoga |
Conoy |
Drumore |
Earl |
East Cocalico |
East Donegal |
East Drumore |
East Earl |
East Hempfield |
East Lampeter |
Eden |
Elizabeth |
Ephrata |
Fulton |
Lancaster |
Leacock |
Little Britain |
Manheim |
Manor |
Martic |
Mount Joy |
Paradise |
Penn |
Pequea |
Providence |
Rapho |
Sadsbury |
Salisbury |
Strasburg |
Upper Leacock |
Warwick |
West Cocalico |
West Donegal |
West Earl |
West Hempfield |
West Lampeter 

### Lugares designados por el censo
Brickerville |
Clay |
East Earl |
Gap |
Landisville |
Leola |
Leacock-Leola-Bareville |
Little Britain |
Maytown |
Paradise |
Reamstown |
Rheems |
Rothsville |
Salunga |
Salunga-Landisville (histórico) |
Swartzville |
Willow Street |
Witmer

### Áreas no incorporadas
Bainbridge |
Bausman |
Bird-in-Hand |
Brownstown |
Blainsport |
Blue Ball |
Bowmansville |
Buck |
Central Manor |
Churchtown |
Cocalico |
Conestoga |
Conewago |
Creswell |
Dillerville |
Elm |
Falmouth |
Farmersville |
Fivepointville |
Georgetown |
Goodville |
Gordonville |
Hempfield |
Hinkletown |
Holtwood |
Hopeland |
Intercourse |
Kinzers |
Kirkwood |
Kissel Hill |
Lampeter |
Leaman Place |
Lyndon |
Martindale |
Mastersonville |
Mechanics Grove |
New Danville |
Neffsville |
Nickel Mines |
Penryn |
Pequea |
Rawlinsville |
Refton |
Reinholds |
Ronks |
Safe Harbor |
Schoeneck |
Silver Spring |
Smoketown |
Stevens |
Talmage |
Wakefield |
Washington Boro |
White Horse 